# Горюнова, Ирина Стояновна
Ирина Стояновна Горюнова (род. 2 июля 1972 года, Москва) — литературный критик, прозаик, литературный агент. Член Союза писателей России с 2006 г. С 2007 года член международного Пен-клуба. Живёт в Москве.

## Биография
Мать Ирины Горюновой, Алла Павлова — российский композитор, приобрела широкую известность благодаря своим симфоническим работам. Алла Павлова в настоящее время проживает в Лонг-Айленде, штат Нью-Йорк.
Окончила Московский государственный открытый педагогический университет имени Шолохова в 2002 г. В 2007 г. окончила Литературный институт имени А. М. Горького, Высшие литературные курсы, отделение «Поэзия».
Публиковалась в журналах «День и ночь» (Красноярск), «Литературная учёба», «Дети Ра», «Крещатик», «Кольцо А», «Impuls» (Германия), «LiteraruS» (Финляндия, Хельсинки), «Зарубежные Задворки» (Германия), «Футурум Арт», «Зинзивер», «Студенческий меридиан», «Журнал Поэтов», «Австралийская мозаика» (Сидней), «Самовар» (Торонто), «Литературные незнакомцы», «Российский колокол», «Поэзия», «Царицынские подмостки», «Другое полушарие», журнал для детей «Филя» и др.
Вышло шесть поэтических сборников и сказка для детей «Матиус и Матильда», по которой позже автором была написана пьеса. Стихотворения Ирины Горюновой переведены на болгарский и французский языки, а отдельные рассказы — на финский и шведский. В 2007 году мини-пьеса для детей «Фамилия» стала одним из лауреатов на конкурсе «Премьера» Центра Мейерхольда. В 2007 году повесть Ирины Горюновой «Чтец-декламатор» стала лауреатом литературного конкурса «Правда жизни». В феврале 2009 года театр «КомедиантЪ» представил в музее Булгакова одноименный спектакль по этой повести.
В 2008 году рассказ «Маэстро, черепаха и музыкальный критик» и стихотворение «Это просто играет джаз» вошли в лонг-лист литературного конкурса о музыке «Бекар». В 2008 году рассказ «Фамилия» вошел в лонг-лист конкурса «Русский стиль», Германия, г. Штутгарт. В 2008 году мини-пьеса для детей «У нас есть мы» стала лауреатом конкурса «Премьера» Центра Мейерхольда. В 2009 году пьеса «Чудовище…» вошла в шорт-лист драматургического конкурса «Свободный театр».
В 2009 году роман «У нас есть мы» вошел в лонг-лист национальной литературной премии «Большая книга». В 2010 году поэтический сборник «Улыбка Хатшепсут» вошел в лонг-лист Бунинской премии. В 2010 году статья «Монументальный „совпис“ и метафизические прозрения Леонида Леонова» вошла в шорт-лист 8-го Международного литературного Волошинского конкурса в номинации «Критика». Лауреат премии «Золотое перо Руси», серебряная награда, номинация «Теле» (2010 год). Лауреат Чеховской премии (2010 год).
Директор фестиваля и литературной премии имени Корнея Ивановича Чуковского. В 2010 году входила в жюри премии им. О. Генри «Дары волхвов» (Нью-Йорк).
С мая 2010 г. – владелица собственного литературного агентства.
Директор российско-армянского фестиваля «КультДиалог» (Ереван)
Директор международного литературного фестиваля имени Максима Горького (Нижний Новгород)
Участник многих литературных фестивалей, конференций, симпозиумов и книжных ярмарок (в Москве, Санкт-Петербурге, Красноярске, Саратове, Перми, Коктебеле, Ереване, Хельсинки, Париже и в др. городах разных стран).
За семь лет агентской деятельности в области книгоиздания Ирина Горюнова сумела стать одним из самых известных и успешных российских литературных агентов. Ирина Горюнова продвигает к изданию рукописи самых разных жанров и для разной аудитории (и для взрослых и для детей), работает как с начинающими, так и со звездными авторами, такими как Иван Охлобыстин, Гарик Сукачев, Татьяна Догилева, Аркадий Инин, Наталья Павловская, Роман Фад, Инна Бачинская, Валерий Бочков, Петр Власов, Алексей Лисаченко и многими другими. Ее авторы издаются в таких престижных издательствах, как ЭКСМО, АСТ, Астрель СПб, Время, РИПОЛ классик, ИД «Питер», Clever, Вече, Детгиз, Антология и др.  Многие из них стали лауреатами престижных литературных премий.

## Творчество
Еще до начала активной творческой деятельности и основных публикаций Ирина Горюнова создала серию развивающих проектов в стихах для малышей и их родителей: «Этикет для карапузов», «Медицина малышам», «Кулинария для малоежки», «Неразлучные друзья. Безопасные истории», «Азбука дома», «Азбука-мультяшка», «Азбука имен», «Азбука деревьев и растений». Опубликованные на детских порталах «Солнышко» и «Санька – бешеный кролик» они  не только разошлись по множеству других сайтов, но и стали использоваться многими педагогами и воспитателями в детских садах (с созданием обучающих презентаций для детей), детскими психологами и детскими клиниками («Медицина малышам»).
                С началом учебы на Высших литературных курсах при литературном институте имени Горького связано и начало первых поэтических публикаций, переводов с болгарского языка, книжных рецензий и рецензий на театральные постановки. За ними появились публикации рассказов, истории и сказки для детей, чуть позже: повести, романы и пьесы. Первое время Ирина Горюнова больше писала для взрослой аудитории, но постепенно интерес к литературе для детей и подростков возобладал. 
                После начала деятельности в качестве литературного агента написала два учебных пособия для начинающих писателей, как навигатор в области книгоиздания и продвижения: «Как заработать, если умеешь писать. Советы литературного агента» (издательство АСТ) и «Как написать бестселлер. Мастер-класс для писателей и сценаристов» (издательство ЭКСМО). 

## Премии
- 2007 — на конкурсе «Премьера-2007» в рамках проекта «Маленькая премьера» пьеса Ирины Горюновой «Фамилия» вошла в 7 лучших пьес, читка которых состоялась на практикуме в Центре Мейерхольда
- 2008 — рассказ «Маэстро, черепаха и музыкальный критик», стихотворение «Это просто играет джаз» вошли в лонг-лист международного литературного конкурса о музыке «Бекар» 2007—2008 года
- 2008 — рассказ «Фамилия» вошел в лонг-лист конкурса «Русский стиль 2008» г. Штутгарт, Германия
- 2009 — роман «У нас есть мы» вошёл в лонг-лист национальной премии «Большая книга 2009»
- 2010 — статья «Монументальный „совпис“ и метафизические прозрения Леонида Леонова» вошла в шорт-лист 8-го Международного литературного Волошинского конкурса в номинации «Критика»
- 2010 — поэтический сборник «Улыбка Хатшепсут» вошел в лонг-лист Бунинской премии

- В 2010 году статья «Монументальный «совпис» и метафизические прозрения Леонида Леонова» вошла в шорт-лист 8-го Международного литературного Волошинского конкурса в номинации «Критика».

- 2010 - лауреат премии «Золотое перо Руси» - серебряная награда номинация «Теле».
- 2010- лауреат Чеховской премии.
- В 2011 г. сборник рассказов «Божьи куклы» вошел в лонг-лист премии «Ясная поляна».
- В 2011 г. сборник рассказов «Божьи куклы» вошел в лонг-лист Бунинской премии.
- 2011 г. – номинант премии «Московский счет» - сборник верлибров «Шаманская книга», изд-во «Вест-Консалтинг».
- В 2012 году сборник стихотворений «Шаманская книга» вошел в лонг-лист Бунинской премии.
- 2012 год – лауреат журнала «Футурум Арт» за этюд «Пока летят одуванчики».
- 2012 г. – лауреат газеты «Литературные известия» за статью «Армению надо увидеть сердцем», № 11 (91), 2012 г.
- 2013 г. – номинант премии «Московский счет» - сборник верлибров «Желтая птица», изд-во «Вест-Консалтинг».
- 2013 г. – лауреат конкурса «Армянские мотивы», номинация «Поэзия». Диплом «За вклад в укрепление российско-армянской дружбы».
- В 2015 году сказка «Король-Рысь» вошла в 10 лучших книг конкурса «Книга года: выбирают дети», номинация «Книги для подростков» (за 2014 год).
- 2015 г. - номинант премии РОСКОН – «Алиса» за сказку «Король-Рысь».
- 2015 г. – финалист драматургического конкурса «ЛитоДрама» за пьесу для детей «Путаланцы исследуют Землю».
- В 2015 г. сказка «Король-Рысь» - номинант премии «Ясная поляна».
- В 2015 г. сказка «Уроки магии команды Z» - финалист конкурса «Новая детская книга» (изд-во РОСМЭН). Победитель читательского голосования в номинации «Фэнтези».
- В 2015 г. сказка «Уроки магии команды Z»  - финалист конкурса «Лучший молодежный бестселлер 2015» (изд-во АСТ).
- В 2015 г. книга «Армянский дневник. Цавд танем» стала лауреатом конкурса «Искусство книги», номинация «Содружество». » (диплом I степени).
- В 2016 г. – финалист премии «Писатель XXI века», поэтический сборник «Капитолийская волчица».
- В 2016 г. – лауреат (второе место) I Международного открытого Конкурса-фестиваля современных пьес и сценариев для детей и молодежи «Калейдоскоп-XXI» за пьесу «Путаланцы исследуют Землю».
- В 2016 г. сборник верлибров «Капитолийская волчица» - золотой диплом международного литературного форума «Золотой Витязь».
- 2017 г. – лауреат премии Эрнеста Хемингуэя за 2016 г. в номинации «Литературный агент».

## Публикации
В 2009 году в сборниках вышли стихи, рассказы и повести:
- «Тринадцать фантазий» (повесть «Божьи куклы») М.: Астрель: Олимп
- «Москва – я люблю тебя!» (рассказ «Матронушка») М: Астрель: Олимп
- «Новая русская критика. Нулевые годы» (статьи «Достоевский и другие») М: Олимп
- «Сердце, которое не сокращалось» (статьи «Происхождение вида», «Ров») М: Зебра Е; АСТ
- «Улыбка Хатшепсут». Библиотека журнала Дети Ра (поэтический сборник) Вест-Консалтинг

В 2010 году вышли:
- Роман «У нас есть мы», издательство «Олимп» (лонг-лист премии «Большая книга»)
- Сборник «Святочные рассказы. XXI век» (рассказ «Зимбабве на рождество») М: Астрель: Олимп
- Сборник «Свадебные рассказы. О любви» (рассказ «Славянский базар») М.: Астрель: Олимп
- «Чебудушка» (рассказы для детей). Издательство «Бикар» Нижний Новгород
- «Правила этикета. Дидактическая игра». Издательство: Рико (коллектив авторов)

2011 год:
- «Божьи куклы» (сборник повестей и рассказов), издательство ЭКСМО
- «Шаманская книга» (поэтический сборник), издательство «Вест-Консалтинг»
- 2012 год:
- «Современная русская литература: знаковые имена (статьи, рецензии, интервью)», издательство «Вест-Консалтинг»
- Роман «Фархад и Евлалия», издательство «Время».
- «Как издать книгу. Советы литературного агента». Издательство «Вест-Консалтинг»
- «Как издать книгу. Советы литературного агента». Издательство Za-Za Verlag

2013 год:
- Роман «У нас есть мы», ЭКСМО (переиздание)
- Сборник стихотворений «Желтая птица», издательство Вест-Консалтинг

2014 год:
- Роман «Доминанты», издательство АСТ
- «Здравствуйте, доктор! Записки пациентов» (рассказ «Серафима»), Астрель-СПб
- Сказка «Король-рысь», издательство «Время»
- «Крымский сборник», издательство «Книжный клуб Книговек» (рассказ «Фаина»)
- «Союзмультфильм. Азбука в стихах». Авторы: Яков Аким, Григоре Виеру, Ирина Горюнова, Михаил Грозовский, Надежда Лунина, Виктор Лунин, Н. Пунько. Издательство: Умка, С-Трейд
- «Азбука в стихах. Книжка-игрушка». Авторы: Яков Аким, Григоре Виеру, Ирина Горюнова, Михаил Грозовский, Надежда Лунина, Виктор Лунин, Н. Пунько. Издательство: Умка

2015 год:
- «Армянский дневник. Цавд танем». Издательство РИПОЛ
- «Капитолийская волчица», сборник верлибров. Издательство Вест-Консалтинг
- «Как издать книгу. Советы литературного агента». Издательство АСТ
- «Крым, я люблю тебя» (сборник рассказов) издательство ЭКСМО (рассказ «Фаина»)

2016 год:
- «Как заработать, если умеешь писать». Издательство АСТ, 2016 г.
- «Король-Рысь» - сказка, издательство «Антология» (СПб)
- «Король-Дракон» - сказка, издательство «Антология» (СПб)
- Антология современной поэзии о Крыме (1975-2015) "КРЫМСКИЕ СТРАНИЦЫ РУССКОЙ ПОЭЗИИ" - СПб.: Алетейя, 2015 - 464 с. (несколько стихотворений).
- «Москва-Петербург – как мы их не знаем», сборник рассказов, издательство: Фонд «Русский текст», Москва, 2015 (рассказ «Фонарщик»).
- «Трава была зеленее, или Писатели о своем детстве» (сборник рассказов) издательство ЭКСМО (рассказы «Дед Мороз, бабушка, медведи и хоккейная клюшка», «Фамилия»).
- «Притяжение неба» (сборник рассказов) издательство ЭКСМО (повесть «Чтец-декламатор»)
- «Небесный диспетчер». Сборник стихотворений, издательство КрасКонтраст, Красноярск. Издан при поддержке Министерства культуры РФ.

2017 год:
- «Странная женщина» (сборник рассказов) издательство ЭКСМО (рассказ «Сюрприз»).
- «Моя первая любовь». Сборник рассказов серии «Радость сердца. Рассказы современных писателей». Издательство ЭКСМО (рассказ  «Не покидай»).
- «Как написать бестселлер. Мастер-класс для писателей и сценаристов» (издательство ЭКСМО).
- «Странная женщина» (сборник рассказов) издательство ЭКСМО (рассказ «Сюрприз»).
- «Моя первая Любовь» » (сборник рассказов) издательство ЭКСМО (рассказ «Не покидай»).
- «Смешные рассказы и веселые истории» (сборник рассказов для детей) издательство АСТ.

2018 год:
- «Отцы и дети. Версия 2.0. Антология современного рассказа» (рассказ «Фестивальные сны»). Издательство РИПОЛ классик.
- «Маша минус Вася, или Новый матриархат» (сборник рассказов) издательство ЭКСМО (рассказы «Доню», «Маэстро, черепаха и музыкальный критик»)
- «Как написать бестселлер, стать известным и создать успешный литературный бренд». Издательство ЭКСМО.
- «Котофизика» (в соавторстве с Алексеем Лисаченко). Издательство Clever

Готовятся к выходу:
- «Котохимия» (в соавторстве с Алексеем Лисаченко). Издательство Clever (ноябрь)